# Ołeksandr Jarmoła
Ołeksandr Jurijowycz Jarmoła (ukr. Олександр Юрійович Ярмола; ur. 8 kwietnia 1966 w  Czarnobylu) – ukraiński muzyk, wokalista, autor tekstu, założyciel i lider zespołu Haydamaky.

## Muzyczne początki
Od 1986 do 1989 wokalista, autor tekstów i lider zespołu Jaguar, Keep Dry. Od 1991 do 1993 baryton w Narodowym Akademickim Chórze Wierowka.

## Aktus
Od 1993 do 2000 roku wokalista, autor tekstów i lider zespołu Aktus. Działalność koncertowa. Dwa pełnowartościowe albumy (Gitary, serca, granaty (1996) oraz No One Comprehends (1998)). Płyta No One Comprehends była wydana przez polską wytwórnię KOKA Records. Laureat największego ukraińskiego festiwalu Czerwona Ruta ’95.

## Haydamaky
Od 2001 wokalista, autor tekstów, założyciel, lider zespołu Haydamaky. W 2001 roku podpisał kontrakt z EMI Records oraz w 2006 z Eastblok Music na wydanie albumów zespołu Haydamaky. W swoim dorobku artystycznym ma 5 płyt: Haydamaky (2001), Bohusław (2004), Ukraine Calling (2006), Kobzar (2008), Voo Voo i Haydamaky (2009) oraz utwory, które zostały włączone do wielu ukraińskich oraz zagranicznych składanek. Płyta Ukraine Calling została wyróżniona nagrodą WOMEX/World Music Charts Europe Top Label Award winners for 2006. Na płycie Kobzar współpracował z producentem sound dubowym Mario Activatorem, a w utworze Message gościnnie wystąpili Pablopavo i Reggaenerator z Vavamuffin oraz Grabaż (Pidżama Porno/Strachy na Lachy), zaś w remiksie Witer wije można usłyszeć sekcję dętą Zion Train.
Ukraine Calling oraz Kobzar uzyskała 7. miejsce na World Chart Music Europe w Radiu BBC.
W 2009 roku Ołeksandr Jarmoła nagrał utwór z polskim zespołem heavymetalowym Rootwater. W tym samym roku ukazał się wspólny album z legendami polskiej sceny Voo Voo, który został nominowany do Fryderyków 2010, nagrodzony statuetką w plebiscycie Wirtualne Gęśle 2010 oraz otrzymał status złotej płyty. W 2011 roku artysta wziął udział w nagraniach polskiego zespołu Mech. Od 2001 udział w kreowaniu oraz nagraniu około 20 teledysków.
Od 2001 udział w 700 koncertach, z których większość stanowiły międzynarodowe festiwale na Ukrainie, w Polsce, Austrii, Czechach, Danii, Estonii, Holandii, Kanadzie, Litwie, Niemczech, Norwegii, Portugalii, Rosji, Rumunii, Szwecji, Szwajcarii, Słowacji, USA. oraz wielu innych. Zebrane doświadczenie koncertowe w ponad 30 krajach, na 3 kontynentach. W 2008 roku w tourneé „Keine Grenzen” z legendą austriackiej sceny, Hubertem von Goisernem. Udział w projektach obywatelskich oraz charytatywnych. Również udział w wielu transmisjach radiowych oraz telewizyjnych koncertów na Ukrainie i zagranicą, m.in. w Polskim Radio „Trójka”, TVP1 oraz TVP Polonia. 2006 roku nagroda Komitetu Najwyższej Rady Ukrainy „Mysteckyj Olimp Ukrainy” – za znaczący wkład w rozwój ukraińskiej kultury i sztuki. Przez kolejne lata zaproszony do jury festiwali: Küstendorf Festival 2009 Emira Kusturicy (Mokra Gora, Serbia), Targowa Film Street Festival 2010 (Łódź, Polska), „Widkryta Nicz 2009” Festiwal Filmowy (Kijów Ukraina), „Kinoetnika” Festiwal Filmowy (Czerniowce, Ukraina), UA/PL Alternative Music Meetings (Kijów). Z 2009 publicysta tygodnika „Ukrainskij Tyżden” (Ukraiński Tydzień). Wyróżniony w projekcie „Oblicza Ukrainy 2010” tygodnika „Ukrainskyj Tyżden”. W 2011 roku Oleksandr był zaproszony do reprezentowania Ligi Mix Fight M-1 Ukraina.

## Dyskografia
- Rootwater – Visionism (2009, gościnnie)[1]